# 天主教聖地亞哥-德爾埃斯特羅教區
天主教聖地亞哥-德爾埃斯特羅教區（拉丁語：Dioecesis Sancti Iacobi de Estero）是阿根廷一個羅馬天主教教區，原屬圖庫曼總教區，2024年升为总教区。
教區成立於1907年3月25日，包括聖地亞哥-德爾埃斯特羅省薩拉多河以西地區。2010年有教友605,000人（佔轄區總人口88.2%）、四十四個堂區、六十九名司鐸。現任教區主教為方濟·波爾地·桑蒂良。